# さよなら、そしてありがとう
「さよなら、そしてありがとう」は、BEGINの5枚目のシングル。1993年2月25日発売。発売元はファンハウス。

## 解説
「さよなら、そしてありがとう」は、関西テレビ「さんまのまんま」テーマソング。
カップリング曲「この街はなれて」は、1992年発表アルバム『THE ROOTS』からのリカット。

## トラック
全作詞・作曲：BEGIN
1. さよなら、そしてありがとう
  - 編曲：山田直毅
2. この街はなれて
  - 編曲：岡田徹
3. さよなら、そしてありがとう（オリジナル・カラオケ）